# Ghiata Al Gharbia
Ghiata Al Gharbia  (in arabo غياتة الغربية‎?, Ḡiyāta al-Ḡarbiyya; in berbero ⵖⵢⵢⴰⵜⴰ ⵜⴰⵖⵔⴱⵉⵜ) è un centro abitato e comune rurale del Marocco situato nella provincia di Taza, regione di Fès-Meknès. Nel 2016 conta una popolazione di 23 447 abitanti.

## Geografia fisica
È caratterizzata da un paesaggio montuoso e collinare, con terre fertili e fiumi, che garantiscono risorse idriche.

### Clima
Nella zona prevale il clima mediterraneo. La temperatura media è di 20 °C. Il mese più caldo è agosto, con 32 °C, e il più freddo è gennaio, con 9 °C. La piovosità media è di 595 millimetri. Il mese più piovoso è novembre, con 135 millimetri di pioggia, e il più secco è luglio, con 5 millimetri.
| Ghiata Al Gharbia   | Mesi | Mesi | Mesi | Mesi | Mesi | Mesi | Mesi | Mesi | Mesi | Mesi | Mesi | Mesi | Anno |
| Ghiata Al Gharbia   | Gen  | Feb  | Mar  | Apr  | Mag  | Giu  | Lug  | Ago  | Set  | Ott  | Nov  | Dic  | Anno |
| ------------------- | ---- | ---- | ---- | ---- | ---- | ---- | ---- | ---- | ---- | ---- | ---- | ---- | ---- |
| T. max. media (°C)  | 13   | 17   | 19   | 24   | 29   | 37   | 39   | 40   | 34   | 29   | 19   | 14   | 26,2 |
| T. min. media (°C)  | 5    | 7    | 9    | 11   | 15   | 19   | 21   | 23   | 20   | 14   | 10   | 7    | 13,4 |
| Precipitazioni (mm) | 77   | 52   | 75   | 62   | 25   | 11   | 5    | 6    | 40   | 55   | 135  | 52   | 595  |

## Economia
L'economia è principalmente basata su agricoltura (cereali, olivi, frutta) e allevamento (ovini, caprini, bovini). L'artigianato, come tappeti e ceramiche, è anche una fonte di reddito. Il commercio locale gioca un ruolo importante, con i prodotti agricoli e artigianali scambiati nei mercati. Negli ultimi anni, miglioramenti nelle infrastrutture hanno favorito lo sviluppo economico, mentre la bellezza naturale della regione offre un potenziale per il turismo rurale.

## Infrastrutture e trasporti
Le strade principali sono generalmente asfaltate, ma alcune frazioni più isolate possono avere strade sterrate. Il trasporto pubblico è fornito da taxi collettivi e autobus, mentre i collegamenti ferroviari e aerei non sono diretti, con il treno disponibile a Taza e l'aeroporto più vicino a Fès. Sebbene l'energia e l'acqua siano in miglioramento, alcune aree più remote potrebbero essere meno servite. Il governo marocchino sta investendo in progetti per migliorare le strade e i servizi nelle aree rurali.

## Sport
Nonostante le risorse limitate, lo sport è un elemento fondamentale della vita comunitaria, specialmente tra i giovani, con il calcio al primo posto, praticato soprattutto nei campi locali. Altri sport tradizionali come le corse e il lancio del giavellotto sono comuni. Le infrastrutture sportive sono limitate, con piccoli campi da calcio nelle frazioni, mentre le strutture più moderne sono presenti nelle città vicine come Taza. Inoltre, attività all'aperto come trekking e mountain bike sono popolari, data la natura montuosa della regione.